# Прітхві Сінґх II
Прітхві Сінґх II (1763 —13 квітня 1778) — магараджа Джайпуру у 1768—1778 роках.

## Життєпис
Походив з династії Качваха. Старший син Мадх'я Сінґха I і доньки Джасвант Сінґха Чундаваті, равала Деогарху. Народився 1763 року. 1768 року після смерті батька спадкував владу. З огляду на малий вік регентшею стала його мати.
Регентша підтримала повстання Самру проти Арі Сінґха II, магарани Мевару, яке незважаючи на загальний успіх, не посилило князівство Джайпур. Разом з тим вона не змогла забезпечити сильну владу над феодалами та вправний спротив нападам маратхів і джатів. В результаті вимушена була визнати Пратап Сінґха з клану Нарука (підклану Качваха) раджою над фотецею Алвар, який невдовзі зайняв усю паргану та прийняв титул магарао.
1778 року Прітхві Сінґх II загинув неподалік своєї столиці під прогулянки, але підозрювали змову знаті або навіть властолюбної матері. Йому спадкував брат Пратап Сінґх.